# Hold That Lion (película de 1926)
Hold That Lion es una película muda de género cómico de 1926 dirigido por William Beaudine, y protagonizado por Douglas MacLean, Walter Hiers, y Constance Howard.
La película fue escrita por Rosalie Mulhall (historia) y Joseph F. Poland. Se pensaba que la película estaba perdida, Pero la Biblioteca del Congreso actualmente conserva una copia de la película junto con su versión de 1947.

## Reparto
- Douglas MacLean como Jimmie Hastings
- Walter Hiers como Dick Warren
- Constance Howard como Marjorie Brand
- Cyril Chadwick como H. Horace Smythe
- Wade Boteler como Andrew MacTavish
- George C. Pearce como el profesor Brand